# Cirurgia de Scopinaro
Cirurgia de "Scopinaro" é um tipo de intervenção cirúrgica realizada para tatamento de alguns casos de obesidade. O italiano Nicola Scopinaro desenvolveu no fim da década de 70 uma variante ao bypass jejuno-ileal, a Derivação Biliopancreática, um processo em que nenhum segmento do intestino delgado é desfuncionalizado, tornando os problemas hepáticos muito menos frequentes. Este processo apresenta um componente restritivo (gastrectomia subtotal, ficando com um reservatório com capacidades compreendidas entre 200 e 500 ml). O segundo componente induz malabsorção ao confeccionar um Y de Roux com um braço longo e com um canal alimentar comum de 50 a 100 cms. de comprimento. Este componente malabsortivo mantém a perda de peso estável ao longo do tempo.
As grandes vantagens desta operação são a capacidade de ingerir grandes quantidades de alimentos e mesmo assim atingir uma excelente perda de peso ao longo do tempo.
As grandes desvantagens são a sua associação com fezes moles, aumento do número de dejecções, úlceras do estoma, fezes fétidas e flatulência. A complicação mais grave é a desnutrição proteica associada a hipoalbuminemia, anemia, edemas, alopécia, complicações neurológicas e astenia requerendo hospitalização de 2 - 3 semanas para reposição proteica por via parenteral.
No ano de 1988, Hess, descreveu uma combinação da Diversão Biliopancreática de Scopinaro e o Duodenal Switch descrito por DeMeester para tratamento da gastrite de alcalinos. Desenvolveu uma operação com as vantagens da diversão biliopancreática de Scopinaro, mas com menos problemas associados.  
Esta operação permite que a primeira porção do duodeno se mantenha no tracto alimentar reduzindo o número de ulceras do estoma. Combinada com gastrectomia de 70 - 80% da grande curvatura (sleeve gastrectomie) a continuidade da pequena curvatura é mantida reduzindo o volume gástrico, mas mantendo a função antropilórica. 
É então criado um longo braço do Y de Roux divergindo a bile , diminuindo assim a absorção de gorduras. 
Esta técnica é apresentada por Hess e publicada por Marceau e Bron e, tem por finalidade diminuir as complicações da diversão biliopancreática de Scopinaro, nomeadamente as ulceras da boca anastomótica, o sindrome de Dumping, bem como um menor número de dejecções diárias, menos dores ósseas e vómitos.